# Donja Šumetlica
Donja Šumetlica falu Horvátországban Pozsega-Szlavónia megyében. Közigazgatásilag Pakráchoz tartozik.

## Fekvése
Pozsegától légvonalban 32, közúton 40 km-re északnyugatra, községközpontjától légvonalban 9, közúton 11 km-re északkeletre, Nyugat-Szlavóniában, a Psunj-hegység északi völgyében, a Pakra jobb oldali mellékvize, a Šumetlicka-patak partján fekszik.

## Története
A település első írásos említése 1698-ban „Sumechicza” alakban 28 portával a török uralom alól felszabadított települések összeírásában történt. A 17. század végétől a török kiűzése után a területre folyamatosan telepítették be a keresztény lakosságot. Ide Boszniából pravoszláv vlachok érkeztek. Az első katonai felmérés térképén „Dorf Šumetlicza” néven találjuk. Lipszky János 1808-ban Budán kiadott repertóriumában „Sumetlicza” néven szerepel. Nagy Lajos 1829-ben kiadott művében „Sumetlicza” néven összesen 62 házzal, 46 katolikus és 402 ortodox vallású lakossal találjuk.
1857-ben 110, 1910-ben 180 lakosa volt. 1910-ben a népszámlálás adatai szerint lakosságának 91%-a szerb, 9%-a horvát anyanyelvű volt. Pozsega vármegye Pakráci járásának része volt. Az első világháború után 1918-ban az új szerb-horvát-szlovén állam, majd később (1929-ben) Jugoszlávia része lett. 1991-ben lakosságának 88%-a szerb, 8%-a jugoszláv nemzetiségű volt. A délszláv háború idején kezdettől fogva szerb ellenőrzés alatt volt. A horvát hadsereg az Orkan ’91 hadművelet második szakaszában 1991. december 26-án foglalta vissza. Szerb lakossága nagyrészt elmenekült. 2011-ben 6 lakosa volt.

## Lakossága
| Lakosság változása | Lakosság változása | Lakosság változása | Lakosság változása | Lakosság változása | Lakosság változása | Lakosság változása | Lakosság változása | Lakosság változása | Lakosság változása | Lakosság változása | Lakosság változása | Lakosság változása | Lakosság változása | Lakosság változása | Lakosság változása |
| ------------------ | ------------------ | ------------------ | ------------------ | ------------------ | ------------------ | ------------------ | ------------------ | ------------------ | ------------------ | ------------------ | ------------------ | ------------------ | ------------------ | ------------------ | ------------------ |
| 1857               | 1869               | 1880               | 1890               | 1900               | 1910               | 1921               | 1931               | 1948               | 1953               | 1961               | 1971               | 1981               | 1991               | 2001               | 2011               |
| 110                | 0                  | 0                  | 117                | 134                | 180                | 150                | 175                | 102                | 113                | 136                | 114                | 81                 | 65                 | 4                  | 6                  |

(1869-ben és 1880-ban lakosságát az egységes Šumetlicához számították.)